# Коваль Володимир Михайлович
Володи́мир Миха́йлович Коваль — полковник Збройних сил України, учасник російсько-української війни.

## З життєпису
2002-2003 рр. Командир спецвзводу Українського національного контингенту в Косово (колишня Югославія).
Начальник служби планування окремого оперативного відділу штабу Головного управління Національної гвардії України. Завдяки його зусиллям було виявлено два сховища зброї в лісосмузі та затримано 15 попихачів терористів, причетних до протизаконних дій в місті Лиман.
З дружиною та двома синами проживають у Києві.

## Нагороди
За особисту мужність і героїзм, виявлені у захисті державного суверенітету та територіальної цілісності України, вірність військовій присязі під час російсько-української війни
- нагороджений орденом Богдана Хмельницького III ступеня (26.2.2015).